# جزمة باليه
جزمة الباليه هي نمط معاصر للأحذية الفتشية التي تدمج مظهر حذاء الإصبعية مع الكعب العالي. الفكرة هي تقييد قدمي مرتديها تقريباً كالإصبعية، مثل أقدام راقصة الباليه، بمساعدة الكعب الطويل النحيف. عندما تكون في وضع مستقيم، تثبت القدمين بشكل عمودي تقريباً بواسطة الحذاء، مما يؤدي إلى وضع كل وزن الجسم تقريباً على أطراف أصابع القدم. ومع ذلك، فإن المقاس المناسب (المشدود بإحكام) سيثبت الحذاء على مشط القدم والكعب، وبالتالي يقلل الوزن على أصابع مرتديه.